# Městské opevnění (Poběžovice)
Městské opevnění v Poběžovicích v okrese Domažlice jsou zlomkovitě dochované středověké hradby města z konce patnáctého století. Torza hradeb jsou chráněna jako kulturní památka.

## Historie
Město Poběžovice od roku 1459 vlastnil Dobrohost z Ronšperka, který je v roce 1502, bez panovníkova souhlasu, povýšil na město, které přejmenoval na Ronšperk. Zároveň vydal městský řád, který upravoval vztahy měšťanstva s vrchností. Přibližně ve stejné době byl založen kostel Nanebevzetí Panny Marie a samotné opevnění nechal Dobrohost vybudovat někdy v závěrečné čtvrtině patnáctého století.
Ve dvacátých letech šestnáctého století město získali páni z Gutštejna. Měšťané od nich dostali část příkopů, rybník a sádky, ale z výnosů museli opravovat hradby, brány a bašty. Ve druhé polovině šestnáctého století město patřilo Švamberkům, kteří mu darovali celé opevnění a vymínili si pouze právo skladovat obilí v jedné baště a jedné bráně.

## Stavební podoba
Rozloha areálu historického centra měří asi čtyři hektary. V severovýchodní části se nachází návrší s poběžovickým hradem. Městská hradba se napojovala na uzavírací zdi příkopu, jímž byl hrad chráněn směrem od města. Celý systém městského opevnění se skládal z příkopu (alespoň částečně využívajícího vodu z potoka Pivoňky), hradby a pravděpodobně také z vnějšího valu. Hradba byla 100–110 centimetrů silná. Patrně ji zesilovaly bašty zobrazené na mapách prvního vojenského mapování a stabilního katastru. Tři větší bašty stávaly v nárožích a dvě, zlomkovitě dochované, na jihozápadní straně města.
Do města se vcházelo trojicí bran: Německou na západě (v prostoru Vranovské ulice), Týnskou na východě (v Masarykově ulici) a menší Samickou bránou na jihu (ve Slovanské ulici). Podle zobrazení na mapách měly brány charakter průjezdní věže vysunuté před linii hradby.
Nejdelší úseky městské hradby se dochovaly na jižní straně města v nepůvodní výšce, která dosahuje nejvýše tří metrů. Patrné jsou například u domů čp. 14, 19, 26 nebo 129.